# Paracheilinus filamentosus
Paracheilinus filamentosus es una especie de peces de la familia Labridae en el orden de los Perciformes.

## Morfología
Los machos pueden llegar alcanzar los 15 cm de longitud total.

## Distribución geográfica
Se encuentra en el Mar de Andaman, la Isla de Navidad, Nueva Guinea, Célebes (Indonesia), Filipinas,  Islas Salomón, las Islas Ryukyu, Taiwán, República de Palau y la Gran Barrera de Coral.